# Hrólfsvirki
Hrólfsvirki är en kulle i republiken Island. Den ligger i regionen Västfjordarna, 180 km nordväst om huvudstaden Reykjavík. Toppen på Hrólfsvirki är 493 meter över havet, eller 131 meter över den omgivande terrängen. Bredden vid basen är 6,6 km.
Trakten runt Hrólfsvirki är nära nog obefolkad, med mindre än två invånare per kvadratkilometer. Närmaste större samhälle är Patreksfjörður, omkring 14 kilometer nordväst om Hrólfsvirki. Trakten runt Hrólfsvirki består i huvudsak av gräsmarker.